# Cladonia cristatella
Cladonia cristatella Tuck. (1858), è una specie di lichene appartenente al genere Cladonia,  dell'ordine Lecanorales.
Il nome proprio deriva dal latino cristatus, diminutivo di cristatellus, che significa crestato, provvisto di piccola cresta, ad indicare la forma terminale degli apoteci.
Il nome comune British Soldier Lichen, cioè lichene del soldato britannico, deriva dalla parte terminale degli apoteci di colore rosso vivo, molto simile ai copricapi rossi portati dai soldati britannici durante la guerra d'indipendenza americana

## Caratteristiche fisiche
Cladonia cristatella ha squamule provviste di soredi piccole, piane e seghettate; di colore verde chiaro sulla parte superiore e bianco su quella inferiore. I podezi sono alti circa 1-2 centimetri, di forma cilindrica e si allargano verso l'apotecio. Le ramificazioni multiple dei podezi sono solitamente senza squamule e provvisti di sottili striature. Il colore scarlatto degli apoteci è tipico delle specie della sezione Cocciferae
Il fotobionte è principalmente un'alga verde delle Trentepohlia, la Trebouxia erici.
Da questa specie sono stati isolati dei composti della naftazarina e all'esame cromatografico sono state rilevate consistenti tracce di acido barbatico e acido usnico

## Habitat
Cresce su suolo.

## Località di ritrovamento

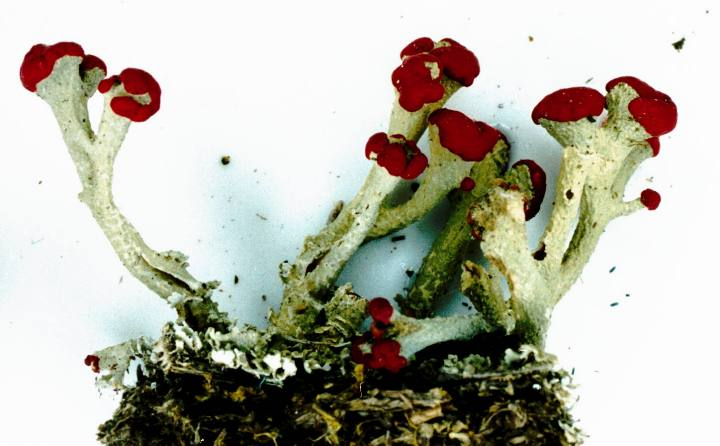
Cladonia cristatella

La specie è stata rinvenuta nelle seguenti località:
- USA (Delaware, Louisiana, Connecticut, Iowa, New Jersey, Carolina del Sud, Vermont, Illinois, Alabama, Distretto di Columbia, Maine, Florida, Maryland, Massachusetts, Michigan, New York, Ohio, Rhode Island, Pennsylvania, Virginia Occidentale, Missouri, Mississippi, Wisconsin, Arkansas, Indiana, Texas);
- Canada (Nuova Scozia, Ontario, Nuovo Brunswick);
- Saint-Pierre e Miquelon.

## Tassonomia

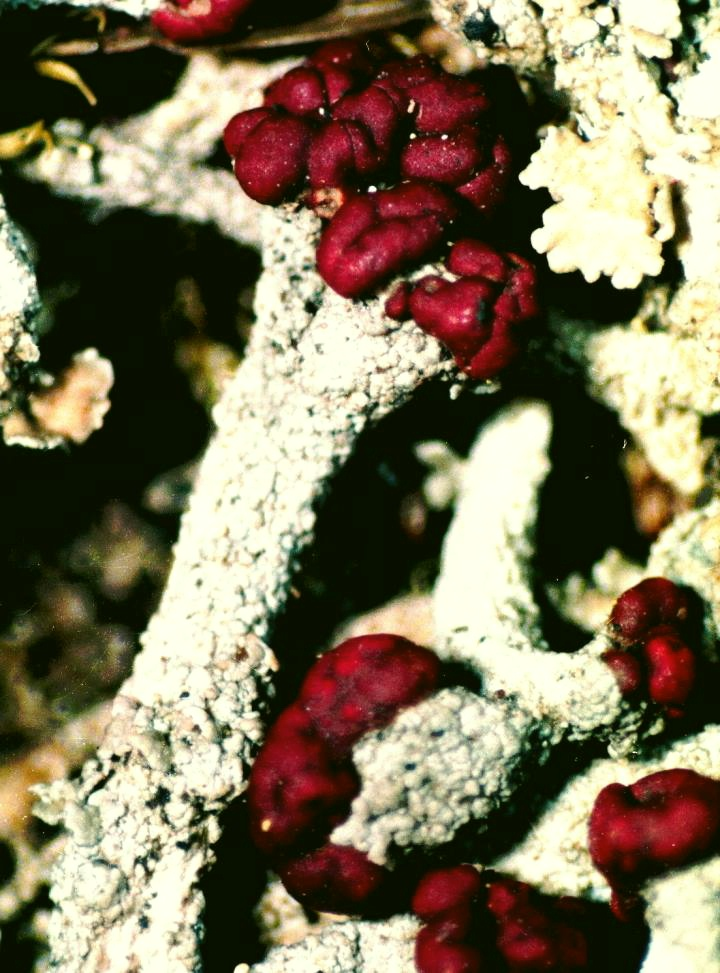
Cladonia cristatella, podezi lunghi con apoteci rossi

Questa specie appartiene alla sezione Cocciferae; a tutto il 2008 sono state identificate le seguenti forme, sottospecie e varietà:
- Cladonia cristatella f. abbreviata Merrill
- Cladonia cristatella f. beauvoisi (Delise) Vain.
- Cladonia cristatella f. cristatella Tuck. (1858).
- Cladonia cristatella f. epiphylla J.W. Thomson (1968).
- Cladonia cristatella f. ochrocarpia Tuck.
- Cladonia cristatella f. ramosa Tuck.
- Cladonia cristatella f. squamulosa Robb.
- Cladonia cristatella f. vestita Tuck.
- Cladonia cristatella subsp. cristatella Tuck. (1858).
- Cladonia cristatella subsp. densissima Fink ex J. Hedrick (1934).
- Cladonia cristatella var. cristatella Tuck. (1858).
- Cladonia cristatella var. densissima (Fink) Fink (1935).

## Galleria fotografica morfotipo di Cladonia cristatella

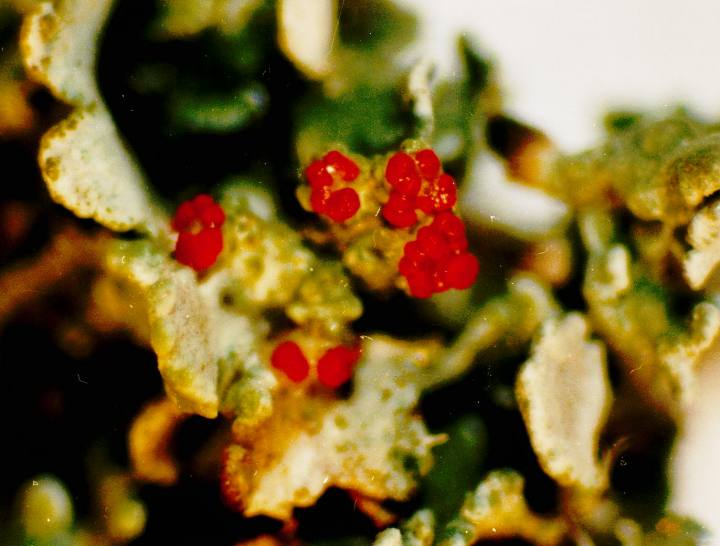
morfotipo f. cristatella
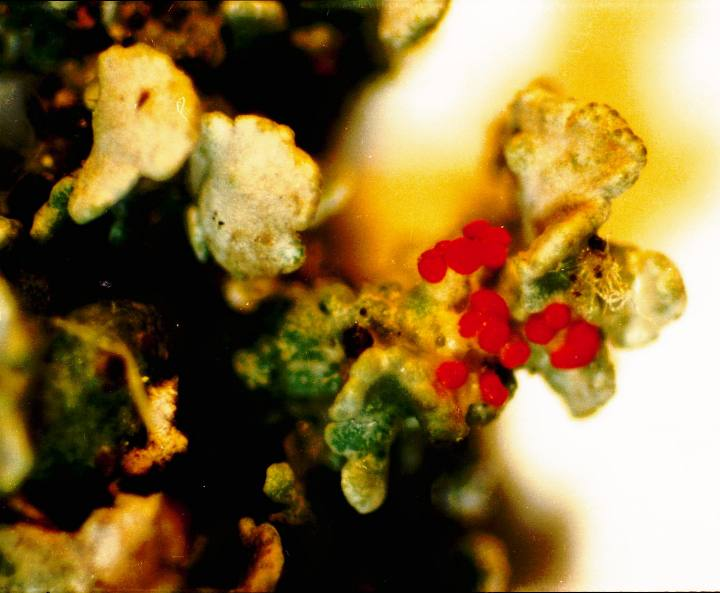
morfotipo
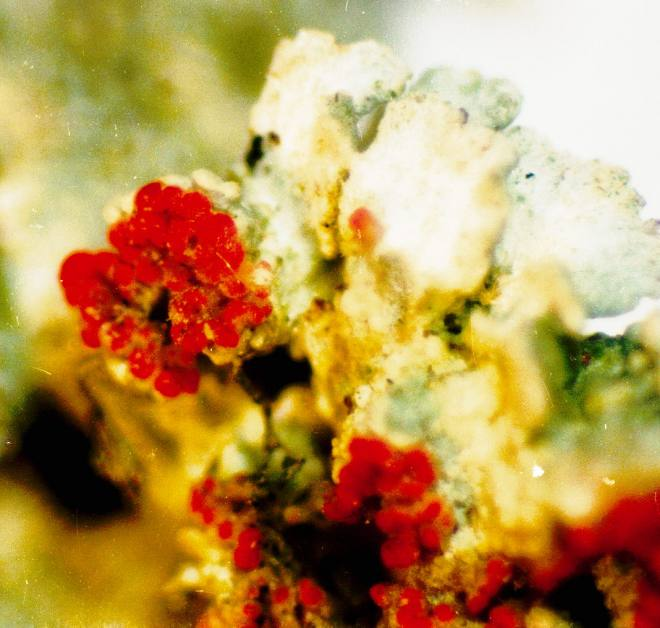
morfotipo f. epiphylla
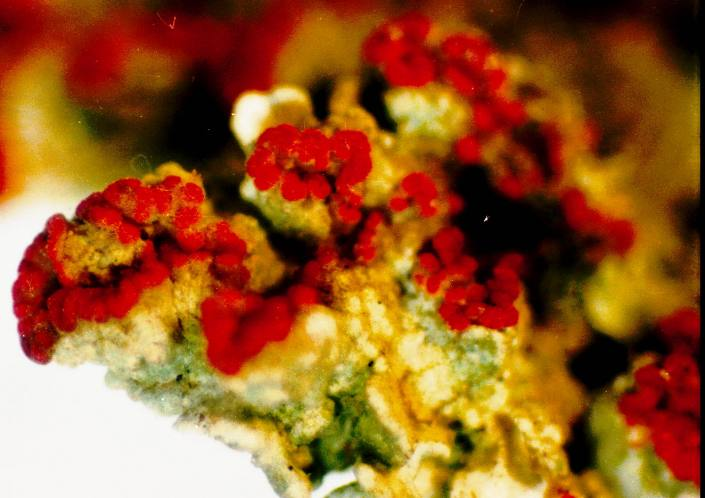
morfotipo f. squamulosa
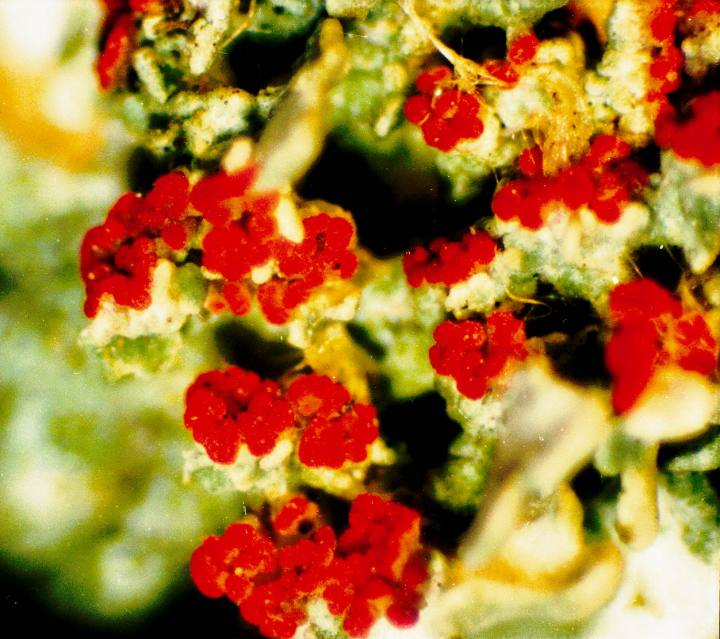
morfotipo f. squamulosa
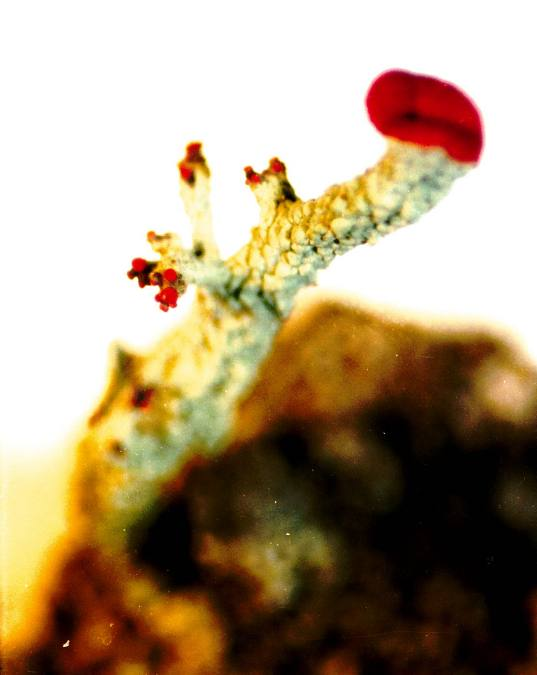
morfotipo
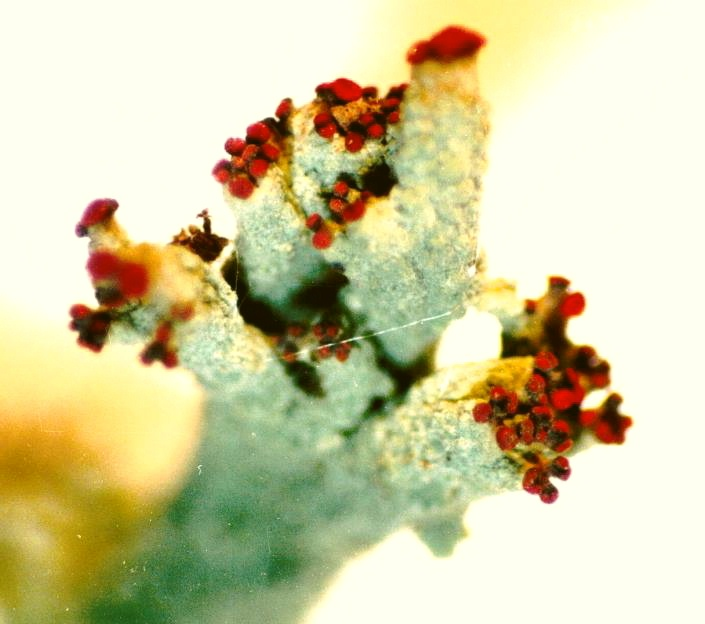
morfotipo f.ramosa
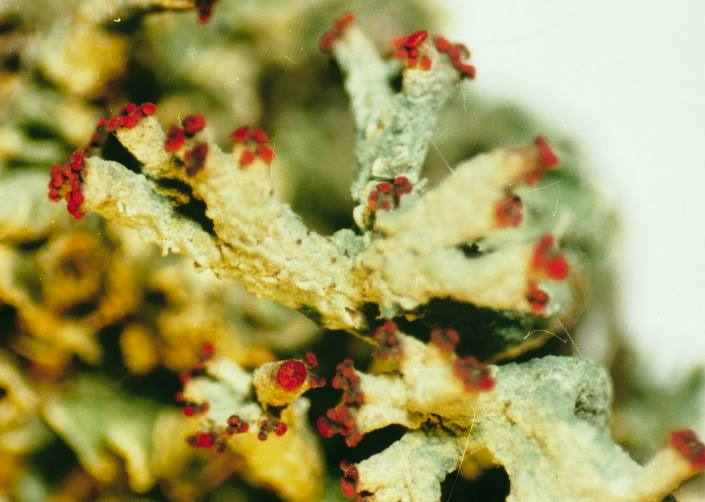
morfotipo f.ramosa